# Üçkuyu, Sultandağı
Üçkuyu là một thị trấn thuộc huyện Sultandağı, tỉnh Afyonkarahisar, Thổ Nhĩ Kỳ. Dân số thời điểm năm 2011 là 573 người.